# Polyzosteria limbata
Polyzosteria limbata är en kackerlacksart som beskrevs av Hermann Burmeister 1838. Polyzosteria limbata ingår i släktet Polyzosteria och familjen storkackerlackor. Inga underarter finns listade i Catalogue of Life.